# Floris II. Holandski
Floris II., (latinsko Florentius comes de Hollant, z vzedvkom Debeli), prvi frizijski grof (comes Fresonum) in prvi grof Holandije, * ok. 1084, † 2. marec 1121, 
Floris II. se je v pisnih virih omenjal kot prvi grof Holandije. Zgodovinarji zato vladavino Florisa II. postavljajo za začetek zgodovine grofije Holandije in končajo obdobje Zahodne Frizije.

## Zgodovina
Floris se je rodil okoli leta 1084 kot najstarejši sin Ditrika V. in grofice Otilde. Pred letom 1108 se je Floris II. poročil s Petronilo Lotarinško († 1144) iz Alzaške rodbine, hčerko Ditrika II. Lotarinškega († 1155), vojvode Gornje Lorene (Lotaringije) in polsestro  rimsko-nemškega kralja in cesarja Lotarja III. Supplinburški (1075–1137).
Z obnovo šotnih barij vzdolž večjih rek Ren, Merwede, Lek in Meuse in cestnin ter mitnin, zlasti v Vlaardingenu / Geervlietu v estuarju Meuse, je bil njegov dohodek za tisti čas zelo visok. V zgodovinskih virih je opisan kot zelo bogat. Svojih prihodkov po trditvah zgodovinskih virov ni trošil za vojskovanje. Pod Florisovo vladavino naj bi več lesenih cerkva nadomestili z izgradnjo cerkva iz peščenjaka, vendar danes o tem obstajajo dvomi.
Floris je umrl leta 1121, vendar navkljub temu, da je bil njegov najstarejši sin Ditrik VI. takrat star 13 let in zakonite starosti, je bila do leta 1133 grofica Petronila regentka. Grof Floris je pokopan v opatiji Egmond.
Floris in Petronila sta imela štiri otroke:
- Ditrik VI.
- Floris Črni
- Simon, kanonik v Utrechtu
- Hedvika (umrla 1132), nuna